# José Francisco Rezende Dias
José Francisco Rezende Dias (ur. 2 kwietnia 1956 w Brasópolis) – brazylijski duchowny katolicki, arcybiskup Niterói, od 2011.

## Życiorys
10 listopada 1979 otrzymał święcenia kapłańskie i został inkardynowany do archidiecezji Pouso Alegre. Był m.in. ojcem duchownym i rektorem archidiecezjalnego seminarium (1990-1993), dyrektorem Instytutu Teologicznego São José (1996-1999), a także wikariuszem generalnym archidiecezji (1997-2001).
28 marca 2001 został mianowany biskupem pomocniczym archidiecezji Pouso Alegre, ze stolicą tytularną Turres Ammeniae. Sakry biskupiej udzielił mu ówczesny arcybiskup Pouso Alegre - Ricardo Pedro Chaves Pinto Filho.
30 marca 2005 został mianowany ordynariuszem diecezji Duque de Caxias.
30 listopada 2011 papież Benedykt XVI mianował go ordynariuszem archidiecezji Niterói.